# L'anno della lepre
L'anno della lepre è un libro dello scrittore finlandese Arto Paasilinna del 1975, pubblicato in Italia da Iperborea per la prima volta nel 1994 (nel 2009, con la stessa casa editrice è alla ventunesima edizione con più di 100 000 copie vendute).
Questo romanzo è stato portato sullo schermo nel 1977 da Risto Jarva e nel 2006 da Marc Rivière.

## Trama
Il giornalista Vatanen si trova in auto nei dintorni della città di Heinola con un suo collega fotografo; i due investono una lepre che attraversa la strada; l'animale benché ferito ad una zampa posteriore riesce a scappare ed a nascondersi tra l'erba di un piccolo campo poco distante dalla strada. Vatanen scende dall'auto e trova la lepre immobile per la frattura all'arto; sente il piccolo cuore battere all'impazzata per la paura e ridotto a brandelli un fazzoletto gli fascia con un ramoscello la zampa. Poi completamente incurante del collega, che furioso lo chiama alternando colpi di clacson ad insulti, si inoltra nel bosco con la lepre delicatamente sistemata nella tasca della giacca.
Abbandonati il lavoro e il caos della civiltà, inizia un lungo viaggio all'interno della natura più incontaminata, da sud verso nord, in una serie di episodi durante i quali è sempre accompagnato dalla lepre, che nel frattempo cresce e diventa un animale adulto e affezionato all'uomo che l'ha salvata. Nei giorni successivi vaga in pullman tra i laghi della Finlandia meridionale, portando con sé la lepre. Il suo collega avverte il giornale della sua defezione; Vatanen telefona alla moglie che lo prende per pazzo. L'uomo riesce a vendere telefonicamente la propria barca e si fa spedire i soldi presso una banca di Heinola, ma quando va a prelevare scopre che la moglie e il direttore del giornale lo aspettano al varco. Con uno stratagemma riesce a liberarsene  e  si rimette in viaggio con l'animaletto. Si reca verso nord, ma nella zona di Kuopio viene arrestato e poi rilasciato dalla polizia. Tramite il commissario, conosce il suo predecessore, Hannikainen, che ora è in pensione e si occupa di pesca. Durante una sera, soli in un capanno, Hannikainen confida a Vatanen la fissazione della propria vita: è convinto che il presidente della Repubblica, Urho Kekkonen, sia morto nel 1968 e sostituito da un perfetto sosia, di qualche anno più giovane.
Vatanen aiuta a spegnere un incendio che divora la foresta, quindi si dirige verso nord. A Rovaniemi, presso il circolo polare artico, conosce un senzacasa di nome Kurko al quale insegna a nuotare; l'uomo in questo modo scopre sul fondo del fiume una quantità di residuati bellici messi fuori uso durante la seconda guerra mondiale, quando i tedeschi si ritirarono dalla Lapponia. Scoprendosi intraprendente imprenditore, Kurko li recupera con un argano e li vende come rottami a una fonderia, ricavandone una bella somma.
Nei dintorni di Sodankylä, poco più a nord, incappa in Kaartinen, un uomo che ha abbracciato l'antica religione animista finlandese e gli ruba la lepre per sacrificarla su un altare scolpito; per liberarla deve usare il fucile e fa giurare a Kaartinen che non tenterà più di ucciderla. Durante l'inverno in Lapponia viene coinvolto in un'esercitazione militare congiunta con Svezia, Stati Uniti e Brasile, che si svolge poco distante dalla baracca che ha restaurato. I militari però svegliano un orso in letargo, che terrorizza la moglie dell'incaricato svedese.
Anche dopo la fine delle esercitazioni, l'orso continua a girovagare nei dintorni. Una notte sfonda la finestra della baracca di Vatanen e lo ferisce. Lui decide di chiudere i conti, si arma di sci e fucile e inizia una lunga caccia all'orso attraverso i boschi innevati. Diretto verso est, Vatanen non si accorge di sconfinare in Unione Sovietica. Finalmente raggiunge la sua preda in riva al mare e l'abbatte con un solo colpo. Vatanen viene fermato dalle autorità sovietiche, la Finlandia ne chiede l'estradizione per una lunga lista di reati commessi in patria, dal possesso illegale di animali fino al recupero illegale di reperti militari.
Vatanen ottiene finalmente di rimanere in prigione a Helsinki in attesa di giudizio tenendo con sé la lepre, poi un giorno riesce a evadere facendo perdere le tracce.

## Riconoscimenti
1994 - Premio letterario Giuseppe Acerbi

## Edizioni
- Arto Paasilinna, L'anno della lepre, traduzione di Ernesto Boella, 13ª ed., Milano, Iperborea, 2001  [1975], ISBN 978-88-7091-040-7.